# Bollnäs domsagas tingslag
Bollnäs domsagas tingslag var ett tingslag i Gävleborgs län. Tingslaget omfattade sydvästra delen av landskapet Hälsingland intill gränsen mot Dalarna och Gästrikland. År 1934 hade tingslaget 37 121 invånare och hade en areal av 3 330 km², varav land 3 079. Tingsplats var Bollnäs.
Tingslaget bildades 1877 då under namnet Södra Hälsinglands västra tingslag, där namnet ändrades 1907. Tingslaget upplöstes 1971 och övergick i Bollnäs domsaga  som 2005 uppgick i Hudiksvalls domsaga.
Domsaga var mellan 1877 och 1907 Södra Hälsinglands domsaga, som också omfattade Södra Hälsinglands östra tingslag. Från 1907 var domsagan Bollnäs domsaga.

## Socknar
Tingslaget omfattade följande socknar:
- Hanebo socken
- Segersta socken
- Bollnäs socken (uppgick 1959 i Bollnäs stad)
- Alfta socken
- Ovanåkers socken
- Voxna socken

samt:
- Bollnäs köping mellan 1906 och 1941
- Björkhamre köping mellan 1923 och 1941
- Bollnäs stad från 1942